# National Harbor
National Harbor es un lugar designado por el censo ubicado en el condado de Prince George en el estado estadounidense de Maryland. En el Censo de 2010 tenía una población de 3.788 habitantes y una densidad poblacional de 790,57 personas por km².

## Geografía
National Harbor se encuentra ubicado en las coordenadas 38°47′16″N 77°0′36″O / 38.78778, -77.01000. Según la Oficina del Censo de los Estados Unidos, National Harbor tiene una superficie total de 4.79 km², de la cual 3.75 km² corresponden a tierra firme y (21.73%) 1.04 km² es agua.

## Demografía
Según el censo de 2010, había 3.788 personas residiendo en National Harbor. La densidad de población era de 790,57 hab./km². De los 3.788 habitantes, National Harbor estaba compuesto por el 15.79% blancos, el 64.68% eran afroamericanos, el 0.13% eran amerindios, el 11.03% eran asiáticos, el 0.05% eran isleños del Pacífico, el 4.7% eran de otras razas y el 3.62% pertenecían a dos o más razas. Del total de la población el 9.4% eran hispanos o latinos de cualquier raza.